# Edmund Karaśkiewicz
Edmund Karaśkiewicz (ur. 20 listopada 1899 w Lipie, zm. 10 kwietnia 1973 w Poznaniu) – polski fizyk, profesor Politechniki Poznańskiej i podporucznik Wojska Polskiego.

## Życiorys
Urodził się 20 listopada 1899 w Lipie jako syn Teodora i Melanii z domu Guhl. W 1914 rozpoczął naukę w Seminarium Nauczycielskim w Rogoźnie. Wziął udział w powstaniu wielkopolskim. Po jego ukończeniu w 1920 pracował jako nauczyciel w szkołach w Siporach, Lipie, Kaźmierzewie, Gołańczy. Po zdaniu kolejnych egzaminów zaczął uczyć w Gimnazjum Matematyczno-Przyrodniczym im. M. Kopernika w Bydgoszczy (1923).
W następnych latach kontynuował naukę na Uniwersytecie Poznańskim, pracował w tym czasie jako nauczyciel w Gimnazjum im. J. Kantego. W 1931 ożenił się z pianistką Marią Gabrielą Koczwarzanką (1905–1972), z którą miał dwoje dzieci: Melanię i Stanisława.
W czasie II wojny światowej służył jako podporucznik-dowódca kompanii ckm 62. Pułku Piechoty. Dostał się do niewoli pod Warszawą i do 1945 roku był więziony w obozie jenieckim Oflag II C Woldenberg. Po wyzwoleniu przebywał w obozie dla Polaków w Bensheim. Zainicjował transporty ewakuacyjne do Polski i osobiście kierował pierwszym w październiku 1945.
W 1946 uzyskał stopień magistra filozofii na Uniwersytecie Poznańskim. Przeniósł się na stałe do Poznania i rozpoczął pracę w Katedrze Mechaniki Technicznej na Wydziale Budowy Maszyn Szkoły Inżynierskiej – dwie kadencje był dziekanem tego wydziału. W 1957 został mianowany profesorem nadzwyczajnym, a w 1965 – zwyczajnym. W latach 1959–1962 kierował Katedrą Akustyki Drgań UAM.
Pełnił funkcje w wielu organizacjach naukowych (m.in. w ZNP, PTPN, PTF). Założył Towarzystwo Mechaniki Teoretycznej i Stosowanej oraz Polskie Towarzystwo Akustyczne.
W 1970 przeszedł na emeryturę. Zmarł 10 kwietnia 1973 roku w Poznaniu. Został pochowany 13 kwietnia 1973 roku na cmentarzu komunalnym na Junikowie w Poznaniu.
Dyrekcja szkoły, w której pracował wypowiadała się o nim: Każdemu zakładowi pozazdrościć trzeba tak sumiennego i uzdolnionego nauczyciela jakim jest p. E. Karaśkiewicz.

## Praca naukowa
- 34 prace w języku polskim
- 5 prac w językach obcych (m.in. The radiation pressure of an acoustic wave)
- 1957-1968 – 9 referatów na konferencjach międzynarodowych w Marsylii, Paryżu, Moskwie, Pradze, Budapeszcie i Warszawie

## Odznaczenia i nagrody
- Srebrny Krzyż Zasługi
- Krzyż Kawalerski Orderu Odrodzenia Polski – 1964
- Medal 10-lecia Polski Ludowej
- Odznaka Honorowa Miasta Poznania
- Odznaka honorowa „Za zasługi w rozwoju województwa poznańskiego”